# Korsary: Prokljatie Dalnikh Morejj
Korsary: Prokljatie Dalnikh Morejj (Корсары: Проклятие дальних морей) là một trò chơi điện tử thể loại nhập vai của do hãng Akella phát triển và hãng 1C phát hành vào tháng 1 năm 2000 tại Nga. Trò chơi sau đó đã được hãng Bethesda Softworks phát hành tại thị trường Bắc Mỹ vào ngày 27 tháng 11 năm 2000.
Trò chơi đưa người chơi vào vai một thuyền trưởng tên Nicolas người khi vừa dong buồm đến vùng Caribe đã bị một tàu chiến Tây Ban Nha tấn công và đánh chìm. Bị bắt nhưng sau đó thuyền trưởng này đã vượt ngục và đánh cắp một chiếc tàu nhỏ sau đó dong buồm vào vùng biển Caribe lúc mà thời đại hoàng kim của những tên cướp biển đã bắt đầu. Trò chơi cho phép người chơi có thể lái tàu và thực hiện các cuộc hải chiến bắn pháo qua lại giữa những chiếc tàu buồm với nhau, còn khi áp sát và bắt đầu tràn qua tàu đối phương thì người chơi sẽ vào vai thuyền trưởng sẽ đấu kiếm một chọi một với thuyền trường của tàu đối phương nếu đánh thắng thì tất cả những gì trên tàu bị bắt sẽ trở thành của người chơi cũng như sau mỗi chiến thắng thì kinh nghiệm sẽ tăng thêm giúp nâng cấp các chỉ số của nhân vật. Khi cập cảng thì người chơi sẽ vào vai thuyền trưởng và đi khắp cảng để tuyển mộ thủy thủ mới hay giao dịch và nhận các nhiệm vụ. Trong suốt trò chơi thuyền trưởng Nicolas sẽ nhận và thực hiện nhiều nhiệm vụ khác nhau để nâng cao kinh nghiệm và danh tiếng của mình. Tùy vào những việc mà người chơi thực hiện mà sẽ có các kết thúc khác nhau.
Akella sau đó đã tiếp tục làm các trò khác trong dòng trò chơi Korsary để nối tiếp.

## Đón nhận
Trò chơi đã nhận được nhiều đánh giá khác nhau tử khi được phát hành. IGN đã gọi trò chơi là "Tiếng gọi của một chiến lợi phẩm mà bạn sẽ không muốn bỏ lỡ". Gamespot thì nói về trò chơi là "Một cuộc phiêu lưu với nhiều trắc trở đáng để chinh phục".